# Valdehuesa
Valdehuesa es una localidad perteneciente al término municipal de Boñar (provincia de León, situado al noroeste de España).
Tiene una población de 25 habitantes, 13 hombres y 12 mujeres (INE 2009).
| 41                         | 40 | 38 | 36 | 37 | 32 | 33 |
| (Fuente: [cita requerida]) |    |    |    |    |    |    |

## Ubicación
Valdehuesa está ubicada al noreste de la provincia de León, a unos 57 km de la capital leonesa y a 7 km de la Villa de Boñar.
Pertenecía al concejo de Peñamián y era señorío del obispo de León hasta que pasó a pertenecer en 1.836 al ayuntamiento de Vegamián y en 1.969 al de Boñar.
Su iglesia parroquial fue reedificada en 1.899 gracias a los buenos oficios de Don Celedonio Pereda, hijo del pueblo, que fue vicario capitular de León. Está dedicado a Santiago Apóstol en honor del cual se celebran fiestas patronales.
Actualmente Valdehuesa es un lugar turístico por excelencia, gracias en gran parte al deporte de la escalada y a que en su terreno cuenta con el Museo de la Fauna Salvaje.